# Peucetia nicolae
Peucetia nicolae es una especie de araña lince del género Peucetia, de la familia Oxyopidae, orden Araneae. Fue descrita por van Niekerk & Dippenaar-Schoeman en 1994.
Se distribuye por Sudáfrica. Fue publicada en A revision of the Afrotropical species of Peucetia (Araneae: Oxyopidae). Entomology Memoir, Department of Agriculture Republic of South Africa 89: 1-, 50.